# Cerapachys centurio
Cerapachys centurio é uma espécie de formiga do gênero Cerapachys.